# Torneio de xadrez de Subotica de 1987
O Torneio de xadrez de Subotica de 1987 foi um dos três torneios interzonais realizados com o objetivo de selecionar dois jogadores para participar do Torneio de Candidatos de 1989, que foi o Torneio de Candidatos do ciclo 1987-1990 para escolha do desafiante ao título no Campeonato Mundial de Xadrez de 1990. A competição foi realizada na cidade em Subotica (atual Sérvia)  em julho e teve como vencedor Gyula Sax.

## Tabela de resultados[1][3]
Os nomes em fundo verde claro indicam os jogadores que participaram do torneio de Candidatos do ano seguinte:
|    |                                                      | Rating | 1 | 2 | 3 | 4 | 5 | ! 6 | 7 | 8 | 9 | 10 | 11 | 12 | 13 | 14 | 15 | 16 | Total | Tie break |
| -- | ---------------------------------------------------- | ------ | - | - | - | - | - | --- | - | - | - | -- | -- | -- | -- | -- | -- | -- | ----- | --------- |
| 1  | HUN Gyula Sax                                        | 2570   | - | 1 | ½ | ½ | ½ | 1   | 1 | ½ | ½ | 0  | 1  | ½  | 1  | ½  | 1  | 1  | 10½   | 74.25     |
| 2  | ENG Nigel Short                                      | 2615   | 0 | - | ½ | ½ | 1 | 1   | ½ | 1 | ½ | 1  | ½  | 1  | ½  | 1  | ½  | 1  | 10½   | 73.00     |
| 3  | ENG Jon Speelman                                     | 2550   | ½ | ½ | - | 0 | 1 | ½   | ½ | ½ | 1 | ½  | 1  | 1  | ½  | 1  | 1  | 1  | 10½   | 70.75     |
| 4  | URS Mikhail Tal                                      | 2605   | ½ | ½ | 1 | - | ½ | ½   | 1 | ½ | ½ | ½  | 1  | 1  | ½  | 1  | 0  | 1  | 10    | 72.50     |
| 5  | HUN Zoltán Ribli                                     | 2580   | ½ | 0 | 0 | ½ | - | ½   | ½ | ½ | 1 | ½  | 1  | 1  | 1  | 1  | 1  | 1  | 10    | 63.25     |
| 6  | CUB Amador Rodríguez Cespedes                        | 2495   | 0 | 0 | ½ | ½ | ½ | -   | ½ | ½ | ½ | 1  | 0  | 1  | ½  | 1  | 1  | 1  | 8½    |           |
| 7  | YUG Slavoljub Marjanović                             | 2505   | 0 | ½ | ½ | 0 | ½ | ½   | - | ½ | 0 | ½  | 1  | 1  | ½  | ½  | 1  | 1  | 8     |           |
| 8  | URS Vasily Smyslov                                   | 2550   | ½ | 0 | ½ | ½ | ½ | ½   | ½ | - | ½ | 0  | 0  | 1  | 1  | ½  | 1  | ½  | 7½    | 52.00     |
| 9  | URS Alexander Chernin                                | 2570   | ½ | ½ | 0 | ½ | 0 | ½   | 1 | ½ | - | 1  | 0  | 0  | 1  | 0  | 1  | 1  | 7½    | 51.00     |
| 10 | YUG Petar Popović                                    | 2540   | 1 | 0 | ½ | ½ | ½ | 0   | ½ | 1 | 0 | -  | 1  | 0  | 0  | ½  | ½  | 1  | 7     |           |
| 11 | COL Alonso Zapata                                    | 2505   | 0 | ½ | 0 | 0 | 0 | 1   | 0 | 1 | 1 | 0  | -  | ½  | 0  | 1  | ½  | 1  | 6½    |           |
| 12 | SWE Thomas Ernst                                     | 2465   | ½ | 0 | 0 | 0 | 0 | 0   | 0 | 0 | 1 | 1  | ½  | -  | 1  | 1  | 1  | 0  | 6     |           |
| 13 | EUA Lev Alburt                                       | 2575   | 0 | ½ | ½ | ½ | 0 | ½   | ½ | 0 | 0 | 1  | 1  | 0  | -  | ½  | 0  | ½  | 5½    |           |
| 14 | CHN Xu Jun                                           | 2495   | ½ | 0 | 0 | 0 | 0 | 0   | ½ | ½ | 1 | ½  | 0  | 0  | ½  | -  | 1  | ½  | 5     |           |
| 15 | IND Devaki Prasad                                    | 2425   | 0 | ½ | 0 | 1 | 0 | 0   | 0 | 0 | 0 | ½  | ½  | 0  | 1  | 0  | -  | ½  | 4     |           |
| 16 | Predefinição:Country data EGPEGP Ahmed Ibrahim Hamed | 2310   | 0 | 0 | 0 | 0 | 0 | 0   | 0 | ½ | 0 | 0  | 0  | 1  | ½  | ½  | ½  | -  | 3     |           |